# Tynia Gaither
Tynia Gaither, född 16 mars 1993, är en friidrottare från Bahamas. Hon deltog vid olympiska sommarspelen 2016 och olympiska sommarspelen 2020.